# Dada (banda)
Dada é uma banda californiana de rock alternativo formada em 1992.

## Integrantes
- Michael Gurley - guitarra e vocais (principal)
- Joie Calio - baixo e back-vocal
- Phil Leavitt - bateria

## Discografia
- 1992 - Puzzle
- 1994 - American Highway Flower
- 1996 - El Subliminoso
- 1997 - dada
- 2003 - Dada Live: Official Bootleg (Vol. 1)
- 2004 - How to Be Found (2004)
- 2006 - A Friend of Pat Robertson (EP)ruhderudru

## Paradas musicais

### Álbum
| Ano  | Álbum                   | Ranking           | Posição |
| ---- | ----------------------- | ----------------- | ------- |
| 1992 | Puzzle                  | Heatseekers       | #2      |
| 1993 | Puzzle                  | The Billboard 200 | #111    |
| 1994 | American Highway Flower | The Billboard 200 | #178    |
| 1994 | American Highway Flower | Heatseekers       | #5      |
| 1998 | dada                    | Heatseekers       | #32     |

### Musicas
| Ano  | Canção         | Ranking            | Posição |
| ---- | -------------- | ------------------ | ------- |
| 1992 | Dizz Knee Land | Modern Rock Tracks | #5      |
| 1992 | Dizz Knee Land | Mainstream Rock    | #27     |
| 1993 | Dim            | Modern Rock Tracks | #24     |
| 1994 | All I Am       | Modern Rock Tracks | #27     |